# Опсада Ужица (1807)
Опсада Ужица (1807) била је једна од најзначајнијих победа српских устаника против Турака у Првом српском устанку. Битка је значила потпуно српско заузимање другог најзначајнијег утврђења у Београдском пашалуку.

## Увод
Већ у фебруару 1806. извршили су Турци продор из Босне ка Ужицу и Ваљеву, али су их устаници вратили преко Дрине. Сулејман паша је, уз велике губитке Срба, извршио продор од Студенице (коју је претходно спалио), ка Моравици и Ужичкој нахији. Сулејман је стигао до Ариља, где је минирао цркву и на коље око цркве истакао 70 српских глава.
Крајем маја, из Сарајева преко Вишеграда, у Ужице је продро Орд-ага са око 1.000 војника. Са ојачањем из Ужица наставио је продор низ Ђетињу. Ову турску војску пресрели су Срби на Лопашу и у дводневној борби страховито потукли. Турци су имали између 200 и 300 мртвих. Међу погинулим био је и Орд-ага. Поражени Турци одступали су ка Ужицу.

## Ток битке
Половином марта 1807. године Турци су са великом војском продрли преко Дрине ка Ужицу. Карађорђе је прикупио војску  од око 7.000-8.000 људи. Око половине априла стигао је пред Ужице и опколио га. Упаде Турака од Нове Вароши и Сјенице спречавали су Милош Обреновић и Михаило Радовић са војском Ужичке нахије. Они су контролисали све прелазе преко Златибора.
Милан Обреновић и Лазар Мутап, са 5.000 људи контролисали су простор према Вишеграду и Новој Вароши. Шанчеви су постављени на Торнику, Таламбасима, Златибору, Пониквама и у Кремнима. На Пониквама су били Лазар Мутап и Петар Јокић, а у Кремнима Јован Митровић Демир.
У Ужицу су се Турци добро утврдили. Смењивали су се напади на Доварју, Клисури, Пори, Теразијама. Устаници су уз велике напоре, потпомогнути дејством топова, заузели варош крајем априла. У овим борбама тешко је рањен Милош Обреновић. Турци су се повукли у тврђаву одакле су пружали огорчен отпор.
Због напада Мула-паше Карађорђе је напустио Ужице и отишао у помоћ Миленку Стојковићу, а опсаду ужичке тврђаве поверио је Милану Обреновићу.
Турци су покушали продорима из Босне да спрече пад града. Почетком јуна 1807. стигли су до Ужица, али су претрпели страховит пораз и протерани су преко Дрине.
Крајем јуна Хасан-паша из Сребренице кренуо је са 4.000 војника на Ужице. Успео је да, са око 1.200 војника, уђе у ужичку тврђаву. Другу колону устаници су поразили на Торнику и Пониквама, где је Марко Катић разбио војску Ђул-бега у јачини од 5.000 људи.
У тврђави је харала глад. Турци су у очајању почели пуштати децу, углавном женску, из тврђаве а Срби су их прихватали и прекрштавали.

## Последице
При крају опсаде, губици на обадве стране су били велики. Најзад, 12. јула 1807. Турци су се предали. Заробљенике су Срби отпратили преко Дрине, а градом су коначно загосподарили устаници будући да је након опсаде града из 1805. године успостављена заједничка српско-турска управа.